# Melchor Díaz
Melchior Díaz (... – gennaio 1541) è stato un esploratore spagnolo attivo in America settentrionale che "fu un gran lavoratore ed ottimo organizzatore e leader. Ispirava fiducia nei suoi seguaci, e riusciva sempre a mantenere l'ordine e la diligenza tra coloro che gli venivano affidati".

## Biografia
Fu coinvolto in tre spedizioni associate ai viaggi di Francisco Vázquez de Coronado.
Gli fu assegnato da Nuño Beltrán de Guzmán il comando della città di San Miguel de Culiacán. Quando, nel 1539, fra' Marcos de Niza tornò da Pimera Alta dicendo di aver visto la favolosa città di Cibola, il viceré Antonio de Mendoza inviò Diaz a capo di una piccola spedizione per capire se i racconti di fra' Marcos fossero veri. Le informazioni che avrebbe raccolto sarebbero servite per le successive spedizioni di Coronado. Partì il 17 novembre 1539.
Quando Diaz non riuscì a tornare in tempo, Coronado si imbarcò senza di lui nel febbraio 1540. Diaz e Coronado si incontrarono strada facendo, e Diaz si unì alla sua spedizione. Coronado lo mandò, quale secondo in comando, a guidare una spedizione che avrebbe dovuto localizzare alcuni villaggi della zona. Trovò i villaggi, ma affermò che non erano pari alle magnifiche descrizioni che ne venivano fatte. Diaz fu quindi assegnato al recupero del cibo per gli animali della spedizione.
Nel luglio 1540 Diaz dovette riportare l'ormai odiato fra' Marcos in Messico e (dicono alcuni scritti) assunse il comando dell'avamposto di San Geronimo (o Hieronimo) nella valle di Corazones. Da qui tentò i primi contatti con la flotta di Hernando de Alarcón, braccio marittimo della spedizione di Coronado. Nel settembre 1540 iniziò la sua terza spedizione, viaggiando via terra fino al golfo di California. Vicino alla confluenza dei fiumi Colorado e Gila seppe dai nativi che Alarcon era partito, ma aveva lasciato provviste e corrispondenza. Il messaggio diceva soprattutto che "Francisco de Alarcón raggiunse questo punto nell'anno '40 con tre navi, essendo stato mandato in cerca di Francisco Vazquez Coronado dal viceré, D. Antonio de Mendoza; e dopo aver attraversato la foce del fiume ed aver aspettato molti giorni senza avere notizie, si sentì obbligato a partire dato che le navi venivano mangiate dai vermi". Diaz attraversò il Colorado, diventando il primo europeo a farlo, e gli diede il nome di Rio del Tizon ("fiume della brace") a causa dell'usanza indiana di tenersi caldi. Rimase impressionato dalla possenza fisica dei nativi del luogo. Esplorò per quattro giorni la sponda occidentale del Colorado, probabilmente spingendosi fino all'Imperial Valley.
Durante questa esplorazione Diaz subì una ferita mortale; secondo alcune fonti avvenne all'andata e bloccò ulteriori ricerche, secondo altri fu durante il ritorno. Lanciò un giavellotto contro un cane che stava attaccando le loro pecore. La lancia si piantò nel terreno e, prima di potersi fermare, Diaz impalò il proprio inguine sulla lancia. Resistette per venti giorni, ma morì sulla strada nel gennaio del 1541.
A causa della sua morte prematura, non abbiamo a disposizione le sue memorie, come altri esploratori fecero. I soli resoconti che scrisse durante le sue spedizioni erano però molto dettagliati, e contribuirono molto alla conoscenza della zona. Il nome che diede al fiume Colorado rimase quello ufficiale per due secoli. Scrisse anche alcuni dettagli sulla cultura nativo americana. Scoprì anche calde sorgenti geotermiche, probabilmente quelle situate nei pressi di Calexico.